# Zentralafrikanische Langflügelfledermaus
Die Zentralafrikanische Langflügelfledermaus oder Kleinste Langflügelfledermaus (Miniopterus minor) ist ein in Afrika verbreitetes Fledertier in der Gattung der Langflügelfledermäuse. Da das Typusexemplar längere Zeit nicht auffindbar war, trugen die Populationen vorübergehend den Namen der jetzigen Unterart M. m. newtoni.

## Merkmale
Wie aus dem zweiten deutschen Namen erkenntlich ist die Art mit einer Kopf-Rumpf-Länge von etwa 53 mm, einer Schwanzlänge von 27 bis 46 mm, mit 37 bis 41 mm langen Unterarmen und mit einem Gewicht von 4,6 bis 6,5 g der kleinste Gattungsvertreter. Sie hat ohne Krallen 7 bis 9 mm lange Hinterfüße und 10 bis 11 mm lange Ohren. Typisch für die Haare des Fells ist ein dunkler Bereich an den Wurzeln und eine leicht hellere Spitze. So ergibt sich oberseits eine dunkle graubraune bis schwarze Färbung, während die Unterseite leicht heller ist. Kennzeichnend für die Ohren ist ein etwa 6 mm langer gerader Tragus mit einer abgerundeten Spitze. Mit der Lupe können auf der Oberseite der Schwanzflughaut feine Haare erkannt werden.

## Verbreitung
Diese Fledermaus hat eine größere Population in der westlichen Demokratischen Republik Kongo sowie in angrenzenden Regionen der Republik Kongo und von Angola. Eine kleinere Population lebt am Indischen Ozean im Grenzbereich zwischen Kenia und Tansania. Die Art lebt im Flach- und Hügelland bis 300 Meter Höhe und hält sich in feuchten Wäldern am Meer oder in Savannen mit Baumgruppen auf.

## Lebensweise
Am Tage ruht die nachtaktive Zentralafrikanische Langflügelfledermaus in Höhlen. In Ostafrika gibt es von Juli bis Oktober eine lange Trockenperiode und in dieser Zeit nimmt die Art einen Starrezustand (Torpor) ein, bei dem die Körpertemperatur um 24 °C sinken kann. Bei Männchen wurde ein ähnliches kurzzeitiges Verhalten während der Paarungszeit zwischen März und Juni dokumentiert. Dies dient vermutlich zur Erhaltung der Energiereserven für die Paarung. Laut Schätzungen besteht die Nahrung, wie bei ähnlich kleinen Langflügelfledermäusen aus weichen Käfern und Schmetterlingen.
Während die Männchen in Höhlen nahe der Küste wohnen, wandern Weibchen zwischen diesen und Höhlen, in denen Geburt und Aufzucht der Jungen stattfindet. Zu Beginn der Paarungszeit im März kämpfen etwa 30 Männchen um einen guten Platz in ihrer Höhle. Sie benetzen ihre Unterseite mit stark riechendem Urin. Laut einer Theorie erkennen die Weibchen daran den aussichtsreichsten Partner. Es kann auch sein, dass sich ein Weibchen mit mehreren Männchen paart und vice versa. Der männliche Samen blieb bis zur Befruchtung des Eis nach etwa drei Wochen im weibchlichen Geschlechtstrakt. Das einzige Junge wird in der Regenzeit zwischen November und Januar geboren. Männchen pflanzen sich nach einem Jahr erstmals fort.

## Gefährdung
Vermutlich stellen Forstwirtschaft und Umwandlung der Wälder in Ackerland eine Bedrohung dar. Die Art ist selten und Angaben zu Größe der Population fehlen. Die IUCN listet die Zentralafrikanische Langflügelfledermaus mit unzureichende Datenlage (data deficient).